# Station Warszawa Zachodnia WKD
Station Warszawa Zachodnia WKD is een spoorwegstation in het stadsdeel Ochota in de Poolse hoofdstad Warschau.